# 청풍명월 (비디오 게임)
청풍명월은 저스트 나인(JUSTNINE)에서 만든 낚시게임이다.

## 역사
청풍명월은 2010년 8월 12일 피망에서 CBT 테스터 모집을 시작했다. 8월 23일에 CBT 테스터 모집을 완료했고 8월 24일부터 8월 30일까지 1차 CBT를 진행했다. 또한 1년이 넘는 기간 동안 아무런 소식이 없어 유저들의 원성을 사기도 했다. 그러나 2012년 2월 1일부터 2월 12일까지 다시 최종 CBT 모집을 하였다. 그리고 2월 14일부터 2월 19일까지 최종 CBT를 진행했다. 이후 2012년 3월 27일부터 OBT를 진행하고 있다.